# Barthélemy de Caix
Barthélemy de Caix (* 20. April 1716 in Lyon; † vermutlich nach 1790) war ein französischer Violinist und Komponist des Barock.

## Leben und Werk
Barthélemy de Caix wurde als Sohn von François-Joseph de Caix (Ende 17. Jahrhundert – Mitte 18. Jahrhundert), einem Musiker aus dem Orchester von Lyon geboren. Er war der älteste Sohn einer Familie von fünf Kindern, alle Geiger, darunter Marie-Anne Ursule (1715–1751) und Paul (1717–?). Die Familie folgte 1730 dem Vater nach Paris, der in der königlichen Kapelle spielte und Zugang zu den Schlafzimmern Ludwigs XV. hatte. In den 1730er Jahren wirkte Barthélemy de Caix dann selbst am Hof von Versailles. In den frühen 1740er Jahren war er wieder in Lyon ansässig. 1745 kehrte er nach Paris zurück. Danach wird seine Spur unklarer. Vielleicht ist er die als B.D.C. ausgewiesene Person, die im Almanach musical von 1775 bis 1789 als Lehrer für Violoncello genannt wird.
Barthélemy de Caix schrieb VI Sonates pour deux pardessus de viole à cinq cordes op. 1 (Paris und Lyon).